# Blackest Blue
Blackest Blue è il decimo album in studio del gruppo musicale britannico Morcheeba, pubblicato il 14 maggio 2021 dall'etichetta discografica indipendente Fly Agaric Records.

## Descrizione

### Antefatti
Blackest Blue è stato pubblicato a distanza di circa tre anni dal precedente album Blaze Away (2018). Il progetto discografico è stato ideato e scritto prettamente nel corso del 2020, durante il confinamento obbligatorio dovuto alla pandemia di COVID-19. Ross Godfrey ha descritto questo periodo asserendo:

### Stile musicale e tematiche
Prodotto da Ross Godfrey, il disco dal punto di vista stilistico presenta contaminazioni di sonorità Downtempo, chillout, elettropop e soul. I contenuti trattati nei brani sono stati fortemente influenzati dalle vicende personali della cantante Skye Edwards e Godfrey, in riferimento in particolare ai rapporti famigliari ma anche all'osservazione degli episodi di protesta legati al movimento Black Lives Matter, da cui è scaturito il racconto della traccia Falling Skies. I temi del disco sono incentrati soprattutto sull'ottimismo e il superamento delle avversità personali, in merito a questo Ross Godfrey ha affermato:

A proposito della scelta del titolo, Godfrey ha dichiarato:

## Promozione
L'annuncio della pubblicazione dell'album risale al 27 gennaio 2021, data in cui il gruppo musicale, attraverso le proprie reti sociali, ha rivelato il titolo, copertina e lista tracce del nuovo progetto discografico. Nello stesso giorno è stato pubblicato il primo singolo Sounds Of Blue, al quale hanno fatto seguito altri tre singoli che hanno trainato l'uscita del disco. Il 26 febbraio è stato rilasciato Oh Oh Yeah, mentre il 28 marzo è entrato in rotazione radiofonica The Moon, infine il 28 aprile è stata la volta di Killed Our Love.

## Tracce
Testi e musiche di Ross Godfrey e Skye Edwards, eccetto dove indicato.
1. Cut My Heart Out – 5:02 (Henry Law, Ross Godfrey, Skye Edwards)
2. Killed Our Love – 4:51
3. Sounds Of Blue – 3:34
4. Say It's Over (feat. Brad Barr) – 3:53 (Brad Barr, Ross Godfrey, Skye Edwards)
5. Sulphur Soul – 3:13 (musica: Ross Godfrey)
6. Oh Oh Yeah – 6:53
7. Namaste – 3:53
8. The Moon – 3:28 (Irena Zilic, Ross Godfrey, Skye Edwards)
9. Falling Skies – 4:18 (Ross Godfrey, Skye Edwards, Steve Gordon)
10. The Edge Of The World (feat. Duke Garwood) – 5:16 (Duke Garwood, Henry Law, Ross Godfrey, Skye Edwards)

## Formazione
Gruppo
- Skye Edwards – voce, violoncello
- Ross Godfrey – banjo, basso, Clavinet, batteria, dulcimer, Glockenspiel, chitarra acustica, chitarra elettrica, banjo indiano, lap steel guitar, mellotron, organo Hammond, percussioni, sintetizzatore, steel tongue drum

Altri musicisti
- Henry Law – programmazione batteria (tracce 1-3, 6-8 e 10), sintetizzatore (tracce 1 e 10)
- Dom Pipkin – pianoforte elettrico Wurlitzer (tracce 1 e 2), Fender Rhodes (traccia 3, 6 e 7), pianoforte (traccia 4)
- Steve Gordon – basso (tracce 1, 8 e 10), cori (traccia 7)
- Tom Hornby – violino (tracce 2 e 9)
- Brad Barr – voce aggiuntiva (traccia 4)
- Jaega McKenna Gordon – batteria (traccia 5), udu (traccia 9), percussioni (traccia 9)
- John McCarthy – flauto (traccia 5), sassofono (traccia 5)
- Jim McGrath – tromba (traccia 5)
- Andy Waterworth – basso acustico (traccia 9)
- Duke Garwood – voce aggiuntiva (traccia 10), pipa (traccia 10)

Produzione
- Ross Godfrey – produzione
- Bunt Stafford-Clark – masterizzazione
- Darren Heelis – missaggio
- Jules Gulon – ingegneria del suono

## Classifiche

### Classifiche settimanali
| Classifica (2021) | Posizione massima |
| ----------------- | ----------------- |
| Francia           | 79                |
| Germania          | 24                |
| Svizzera          | 15                |